# Evelyn Hamann

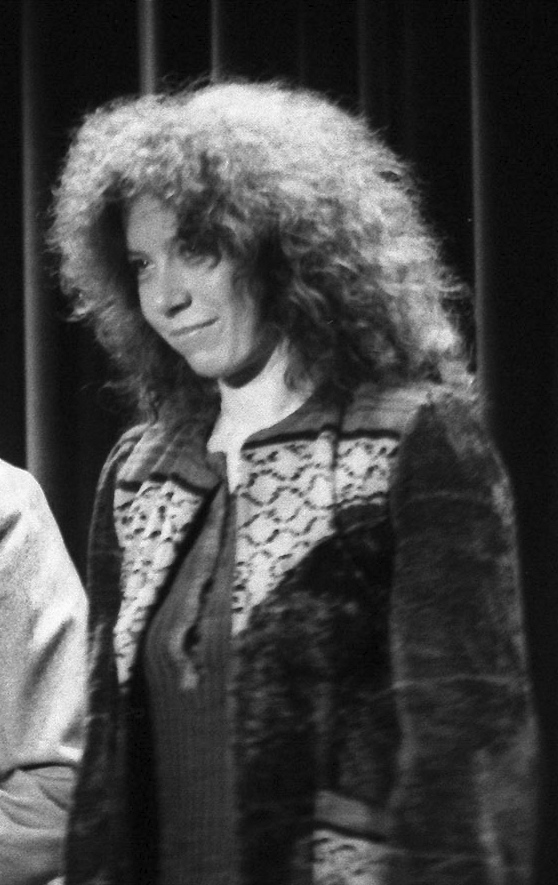
Evelyn Hamann (1981)

Evelyn Hamann (bürgerlich: Eveline Braun; * 6. August 1942 in Hamburg; † 28. Oktober 2007 ebenda) war eine deutsche Schauspielerin, Komikerin und Synchronsprecherin. Bekannt wurde sie insbesondere durch ihre Zusammenarbeit mit dem Komiker Loriot, mit dem sie fast drei Jahrzehnte in Sketchen und Filmen auftrat.

## Leben und Werk

### Herkunft, Ausbildung und Engagements
Evelyn Hamann stammt aus einer deutsch-niederländischen Musikerfamilie. Sie wurde als Tochter des Geigers Bernhard Hamann (1909–1968) und dessen erster Frau, der Sängerin und Gesangspädagogin Johanna (Hanni) Hamann, geb. Gesterkamp, in Hamburg geboren und wuchs im Hamburger Stadtteil Harvestehude auf. Ihr Vater war Erster Konzertmeister des NDR-Sinfonieorchesters, Gründer des Hamann-Quartetts und Professor für Violine und Kammermusik an der Hochschule für Musik und Theater Hamburg. Ihr niederländischer Großvater Johannes (Jan) Gesterkamp (1880–1963) war Mitglied im Amsterdamer Concertgebouworkest und Zweiter Konzertmeister der Berliner Philharmoniker. Hamanns älterer Bruder Gerhard war Professor für Violoncello an der Musikhochschule Trossingen.
Nach dem Abitur am Gymnasium in Lokstedt (heute Gymnasium Bondenwald) absolvierte Hamann eine Schauspielausbildung an der Hochschule für Musik und Darstellende Kunst in Hamburg – unter anderem bei Eduard Marks und Annemarie Marks-Rocke – und übernahm kleinere Rollen am Thalia-Theater. 1968 erhielt sie am Deutschen Theater in Göttingen ihr erstes Engagement. 1971 wechselte Hamann an die Städtischen Bühnen in Heidelberg und spielte dort unter anderem an der Seite von Jürgen Prochnow. 1973 kehrte sie nach Norddeutschland zurück und wurde Mitglied des Ensembles am Theater Bremen. Dort gab sie bis 1979 einige große Rollen, so die Marthe Schwerdtlein in Goethes Urfaust und die Alte in Ionescos Die Stühle. Sie arbeitete auch als Synchronsprecherin.

### Zusammenarbeit mit Loriot

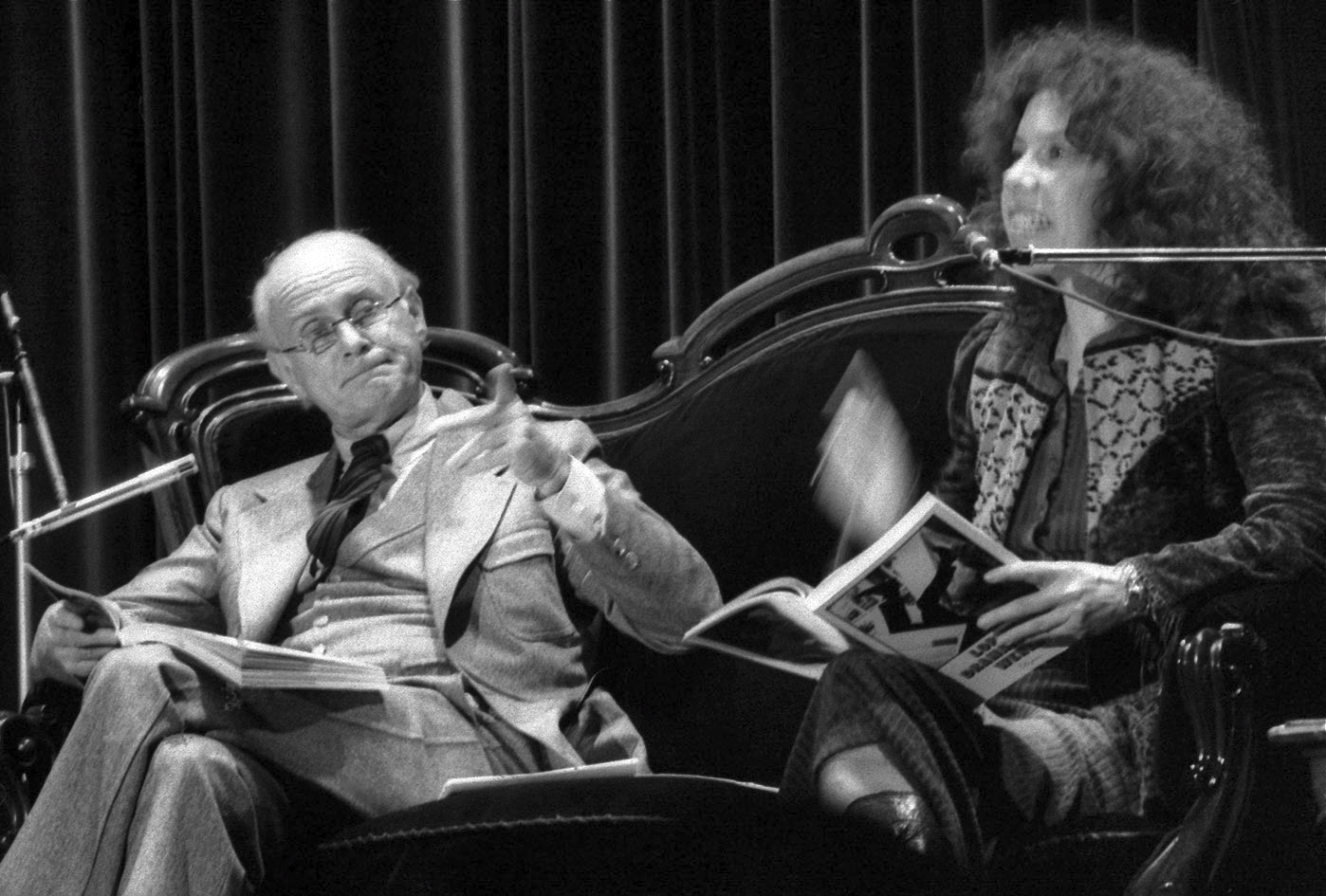
Evelyn Hamann mit Vicco von Bülow während einer Lesung aus dessen Buch Loriots dramatische Werke (1981)

Der Radio-Bremen-Unterhaltungschef Jürgen Breest entdeckte Evelyn Hamann am Bremer Theater, als bei Radio Bremen eine Schauspielerin für die Loriot-Produktionen gesucht wurde.
Loriot hatte für seine Sketch-Reihe eigentlich „eine blonde, pummelige Hausfrau“ gesucht und sagte zu Hamann, nachdem sie ihm vorgespielt hatte: „Liebe Frau Hamann, wenn Sie auf unsere Kosten mehrere Wochen täglich Schweinshaxen essen, meinen Sie, Sie werden dann fülliger?“ Doch Hamann, die hager und brünett war, überzeugte ihn so sehr, dass er sich trotzdem für sie entschied: „Gut, dann eben nicht pummelig.“ So wurde sie ab 1976 als Loriots Partnerin in zahlreichen Sketchen einem größeren Publikum bekannt. Mit unbewegter Miene und hanseatisch trockenem Humor schrieb sie Fernsehgeschichte, z. B. als Fräulein Dinkel im Liebes-Clinch mit ihrem steifen Chef, in dem Sketch Die Nudel als Hildegard beim Treffen mit einem eitlen Verehrer, dem eine Nudel hartnäckig im Gesicht klebt („Bitte sagen Sie jetzt nichts, Hildegard“), oder als Frau Hoppenstedt im Kosakenzipfel und mit dem Jodeldiplom („Da hab ich was in der Hand, wenn die Kinder aus dem Haus sind – da hab ich was Eigenes“). Englische Ansage, einer ihrer populärsten Sketche, zeigte sie als Fernsehansagerin, die die britische Krimiserie Die zwei Cousinen präsentieren möchte und dabei wegen der anspruchsvollen Artikulation der vielen th-Laute in den englischen Orts- und Personennamen fast einen Nervenzusammenbruch erleidet.
Hamann spielte 1988 und 1991 in den Loriot-Filmen Ödipussi und Pappa ante portas jeweils die weibliche Hauptrolle. Sie selbst sagte von der Zusammenarbeit, dass sie von Loriot jene Detailversessenheit gelernt habe, die für wirkliche Komik unerlässlich sei:

„Die Inszenierung von Humor erfordert Strenge, Kunstfertigkeit und Disziplin.“

Loriot verabschiedete sich von seiner verstorbenen Partnerin Evelyn Hamann in der Sendung Beckmann am 29. Oktober 2007 mit den Worten:

„Ich habe eine treue Partnerin und wir alle eine wunderbare Schauspielerin verloren, der es immer gelang, die heiklen Seiten des Lebens durch Komik zu überwinden.“

An Hamann selbst gerichtet fügte er hinzu:

„Liebe Evelyn, dein Timing war immer perfekt, nur heute hast du die Reihenfolge nicht eingehalten. Na warte…“

### Spätere Rollen
In den 1980er-Jahren spielte sie unter anderem die Rolle der Haushälterin Carsta Michaelis in der Serie Die Schwarzwaldklinik. Später war sie regelmäßig in der Rolle der Thea in der wöchentlichen Arztserie Der Landarzt zu sehen.
Von 1993 bis 2005 lief die Fernsehserie Evelyn Hamanns Geschichten aus dem Leben mit ihr in der Hauptrolle. Ab 1993 spielte sie – neben Heinz Baumann, Tilo Prückner, Gisela May, Gerhard Garbers (der bereits seit der Schauspielschulzeit häufig ihren [Ehe-]Partner verkörperte) und anderen – die Titelrolle in der erfolgreichen NDR-Fernsehserie Adelheid und ihre Mörder, von der sechs Staffeln (mit insgesamt 65 Folgen) gedreht wurden.
Im Jahr 1999 übernahm sie in Claus-Michael Rohnes Verwechslungskomödie Wut im Bauch eine Travestierolle.

### Lesungen und Hörspiele
Hamann hat sich auch durch Literatur-Lesungen und Hörbuch-Produktionen, etwa der Kriminalromane von Patricia Highsmith, einen Namen gemacht. In der Hörspielreihe Jonas – der letzte Detektiv sprach sie in der Episode Eurobaby die Rolle der Dr. Prätorius.

## Privatleben

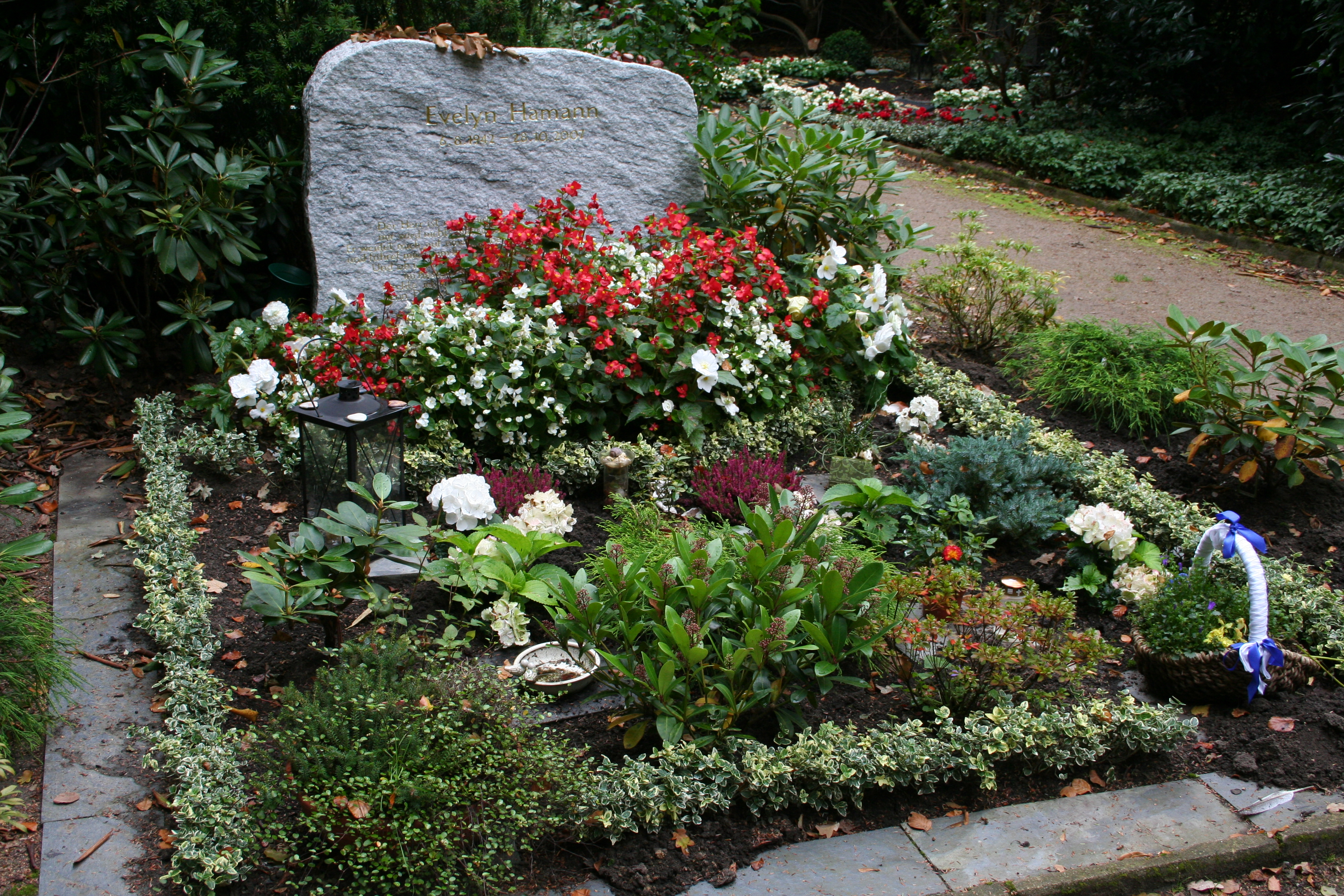
Grab von Evelyn Hamann (2009)

Von 1964 bis 1976 war Evelyn Hamann mit Hans-Walther Braun verheiratet, den sie am Theater in Hamburg kennengelernt hatte. Nach ihrer Scheidung lebte sie in Hamburg, zuletzt mit ihrem Lebenspartner, dem Schauspieler Stefan Behrens. Sie legte großen Wert auf ihre Privatsphäre und lebte eher zurückgezogen in einer Dachgeschosswohnung in Hamburg-Harvestehude.
Evelyn Hamann starb in der Nacht zum 28. Oktober 2007 im Alter von 65 Jahren an den Folgen eines malignen Lymphoms, das zehn Monate zuvor bei ihr diagnostiziert worden war. Sie wurde am 16. November 2007 auf dem Alten Niendorfer Friedhof in Hamburg beigesetzt. Der Grabstein hat als Inschrift den Psalm 23 („Der Herr ist mein Hirte, mir wird nichts mangeln. Er weidet mich auf einer grünen Aue und führet mich zum frischen Wasser. Und ob ich schon wanderte im finstern Tal, fürchte ich mich nicht – denn Du bist bei mir.“).

## Filmografie (Auswahl)
- 1968: Hafenkrankenhaus: Der Verkehrsunfall (Folge 5)
- 1968: Vier Stunden von Elbe 1
- 1969: Polizeifunk ruft – Folge 39: Weiße Rosen um halb zehn[13]
- 1976–1978: Loriot I–VI
- 1978: Der Pfingstausflug
- 1979: St. Pauli-Landungsbrücken (Fernsehserie, Folge Tunnelfeger Kurt Poddich)
- 1979: Was wären wir ohne uns?
- 1980: Der Floh im Ohr, TV-Inszenierung des ZDF, Rolle: Lucienne Homenides
- 1981: Tegtmeier klärt auf! (Folge 10)
- 1981: Das Traumschiff: Dominikanische Republik
- 1982: Piratensender Powerplay
- 1982: Wer spinnt denn da, Herr Doktor?
- 1983: Nesthäkchen (Fernsehserie, 2 Folgen)
- 1983: Loriots 60. Geburtstag
- 1983: Das Traumschiff: Karibik
- 1984: Helga und die Nordlichter
- 1985: Schöne Ferien – Urlaubsgeschichten aus Sri Lanka und von den Malediven
- 1985: Die Krimistunde (Fernsehserie, Folge Zwei Fliegen mit einer Klappe)
- 1985: Grenzenloses Himmelblau
- 1986: Hessische Geschichten – Erna mon amour
- 1986: Jakob und Adele (Fernsehserie, Folge Haus mit hellen Fenstern)
- 1986–1989: Die Schwarzwaldklinik (Fernsehserie, 49 Folgen)
- 1987–1989: Der Landarzt (Fernsehserie, 20 Folgen)
- 1987: Evelyn und die Männer
- 1987: Tatort: Tod im Elefantenhaus
- 1988: Die letzte Fahrt der San Diego
- 1988: Loriots 65. Geburtstag
- 1988: Ödipussi
- 1989–1992: Der Alte (Fernsehserie, 3 Folgen)
- 1990–1993: Der Millionenerbe (Fernsehserie, 10 Folgen)
- 1990: Kartoffeln mit Stippe (Fernsehfilm)
- 1991: Pappa ante portas
- 1992: Kein pflegeleichter Fall (Fernsehfilm)
- 1992: Glückliche Reise – Mexiko
- 1993: Vater braucht eine Frau
- 1993: Loriots 70. Geburtstag
- 1993–2005: Evelyn Hamanns Geschichten aus dem Leben (Fernsehserie, 56 Folgen)
- 1993–2007: Adelheid und ihre Mörder (Fernsehserie, 65 Folgen)
- 1996: Das Traumschiff: Sydney
- 1999: Wut im Bauch
- 2001: Ehemänner und andere Lügner
- 2003: Loriots 80. Geburtstag
- 2004: Das Traumschiff: Samoa
- 2005: Die Schwarzwaldklinik – Die nächste Generation

## Hörspiele (Auswahl)
Die Liste ist nach der Erstausstrahlung (EA) der Hörspiele geordnet.
- 1971: Günter Guben: Wega IV – Quarantäne (Brosco) – Regie: Andreas Weber-Schäfer (SDR) – EA: 6. Dez. 1971 (Originalhörspiel, Science-Fiction-Hörspiel)
- ?: Stanley Ellin: Die Segensreich-Methode – Regie: Sigurd König (SDR) – EA: 9. Apr. 1972 (Hörspielbearbeitung, Kurzhörspiel)
- 1973: Horst Zahlten: Der Unentbehrliche (Schwester Ilse) – Regie: Andreas Weber-Schäfer (SDR) – EA: 18. Juni 1973 (Hörspielbearbeitung, Kurzhörspiel)
- 1973: Reinhard Reinke: Ans Tote Meer (Fräulein vom Kolonnenlückenamt) – Regie: Andreas Weber-Schäfer (SDR) – EA: 16. Juli 1973 (Originalhörspiel, Kurzhörspiel, Science-Fiction-Hörspiel)
- 1975: Astrid Lindgren: Die Brüder Löwenherz (1. Teil der zweiteiligen Fassung) (Sophia) – Regie: Charlotte Niemann (RB) – EA: 18. Mai 1975 (Hörspielbearbeitung, Kinderhörspiel)
- ?: Astrid Lindgren: Die Brüder Löwenherz (2. Teil der zweiteiligen Fassung) (Sophia) – Regie: Charlotte Niemann (RB) – EA: 19. Mai 1975 (Hörspielbearbeitung, Kinderhörspiel)
- 1975: Astrid Lindgren: Die Brüder Löwenherz (1. Teil der dreiteiligen Fassung) (Sophia) – Regie: Charlotte Niemann (RB) – EA: 14. Juni 1975 (Hörspielbearbeitung, Kinderhörspiel)
- 1975: Nikolai von Michalewsky: Der Fall (Frau Reinbek) – Regie: Till Bergen (RB) – EA: 19. Juni 1975 (Originalhörspiel, Kriminalhörspiel)
- 1975: Astrid Lindgren: Die Brüder Löwenherz (2. Teil der dreiteiligen Fassung) (Sophia) – Regie: Charlotte Niemann (RB) – EA: 21. Juni 1975 (Hörspielbearbeitung, Kinderhörspiel)
- 1975: Astrid Lindgren: Die Brüder Löwenherz (3. Teil der dreiteiligen Fassung) (Sophia) – Regie: Charlotte Niemann (RB) – EA: 28. Juni 1975 (Hörspielbearbeitung, Kinderhörspiel)
- 1975: Albert Bosper: Vergiß es, Eddi (Peggy) – Regie: Günter Siebert (RB) – EA: 11. Sep. 1975 (Originalhörspiel, Kriminalhörspiel)
- ?: Walter A. Kreye: De nee Jagdherr (Herta Lüschen, seine Freundin) – Regie: Bernd Wiegmann (RB/NDR) – EA: 15. Dez. 1975 (Originalhörspiel, Mundarthörspiel, niederdeutsch)
- ?: Heinrich Kraus: Twüschen Dag un Düster (Ottilie) – Regie: Jochen Schütt (RB/NDR) – EA: 2. Feb. 1976 (Originalhörspiel, Mundarthörspiel, niederdeutsch)
- 1976: Hrafn Gunnlaugsson: Een Geschicht von de See – Regie: Michael Leinert (RB/NDR) – EA: 5. Apr. 1976 (Originalhörspiel, Mundarthörspiel, niederdeutsch)
- 1976: Matthias Riehl: Veteranen (Esther Webster) – Regie: Günter Siebert (RB) – EA: 5. Aug. 1976 (Hörspielbearbeitung, Kriminalhörspiel)
- 1976: Walter Moers: Do it yourself! (2. Frau) – Regie: Günter Siebert (RB) – EA: 28. Jan. 1977 (Hörspiel)
- 1977: Jean Marsus: Die verfluchte Stadt (Telefonstimme) – Regie: Till Bergen (RB) – EA: 9. Juni 1977 (Kriminalhörspiel)
- 1977: Herbert Timm: Fossilien (Tochter) – Regie: Günter Siebert (RB) – EA: 9. Dez. 1977 (Originalhörspiel)
- 1977: Arnold E. Ott: Bankgeheimnis (Julia Dallanski) – Regie: Andreas Weber-Schäfer (RB) – EA: 15. Dez. 1977 (Originalhörspiel, Kriminalhörspiel)
- 1977: Jean Marsus: Familiensinn (Yvonne Fully) – Regie: Hans Jürgen Ott (RB) – EA: 9. Feb. 1978 (Originalhörspiel, Kriminalhörspiel)
- 1978: Robert Meerstein: Das Ticken der Uhr im luftleeren Raum (Frau) – Regie: Günter Bommert (RB) – EA: 5. Mai 1978 (Hörspiel)
- 1978: Helge Hagerup: Mörderischer Spaß (Stella) – Regie: Günter Siebert (RB) – EA: 1. Juni 1978 (Kriminalhörspiel)
- 1978: Bernd Rachel: Pictures (Eine Sekretärin) – Regie: Günter Bommert (RB) – EA: 9. Juni 1978 (Hörspiel)
- 1978: Harald Grün: Heiner sien Trick (Fräulein Busch) – Regie: Bernd Wiegmann (RB) – EA: 2. Sep. 1978 (Mundarthörspiel, niederdeutsch)
- 1979: Reinhard Hummel: Was du willst – Regie: Reinhard Hummel (RB/RIAS) – EA: 23. Feb. 1979 (Originalhörspiel)
- 1979: Bernd Rauschenbach, Jörg W. Gronius: Die Reise nach Redizier oder Im Schein der Innenlampe – Regie: Manfred Marchfelder (RB) – EA: 8. Juni 1979 (Hörspiel)
- 1979: A. A. Milne: Pu der Bär (4. Teil) (Eule) – Regie: Charlotte Niemann (RB) – EA: 10. Feb. 1980 (Kinderhörspiel)
- 1979: A. A. Milne: Pu der Bär (5. Teil) (Eule) – Regie: Charlotte Niemann (RB) – EA: 17. Feb. 1980 (Kinderhörspiel)
- 1980: A. A. Milne: Pu der Bär (9. Teil) (Eule) – Regie: Charlotte Niemann (RB) – EA: 16. Mär. 1980 (Kinderhörspiel)
- 1980: Günter Herburger: Thuja (Vorfahrin) – Regie: Manfred Marchfelder (SWF/BR/NDR) – EA: 11. Sep. 1980 (Hörspielbearbeitung)
- ?: Heinrich Kraus: Hannes sien Sporbook (1. Frau) – Regie: Siemen Rühaak (RB/NDR) – EA: 16. Feb. 1981 (Originalhörspiel, Mundarthörspiel, niederdeutsch)
- ?: Tormod Haugen: Die Nachtvögel (3. Teil: Was Sara alles sagt) – Regie: Charlotte Niemann (RB) – EA: 24. Jan. 1982 (Hörspielbearbeitung, Kinderhörspiel)
- 1982: Henryk Roberts, Margit Jautz: Später Besuch (Gerda Sörensen) – Regie: Hans Jürgen Ott (RB) – EA: 18. Mär. 1982 (Originalhörspiel, Kriminalhörspiel)
- ?: Tormod Haugen: Die Nachtvögel – Regie: Charlotte Niemann (RB) – EA: 12. Sep. 1982 (Hörspielbearbeitung, Kinderhörspiel)
- 1982: Michael Springer: Was tun wir, wenn sie wiederkommen (Gloria Schilling) – Regie: Ulrich Gerhardt (SWF) – EA: 26. Sep. 1982 (Originalhörspiel, Science-Fiction-Hörspiel)
- 1983: Arnold E. Ott: Mord ist kein Spiel (Corinna Demarbelle) – Regie: Arnold E. Ott (RB) – EA: 23. Juni 1983 (Originalhörspiel, Kriminalhörspiel)
- 1984: Walter Wippersberg: Schlechte Zeiten für Gespenster (Corinna Demarbelle) – Regie: Walter Wippersberg (RB) – EA: 1984 (Originalhörspiel, Kriminalhörspiel)
- 1983: Hubert Wiedfeld: Der lange Augenblick des Todes (1. Teil: Irrlauf) (Frau Wagner) – Regie: Hans Gerd Krogmann (NDR/BR) – EA: 14. Jan. 1984 (Originalhörspiel, Kriminalhörspiel)
- 1982: Hanns-Peter Karr: Die Affäre Nassauer (Ellen) – Regie: Hans Rosenhauer (NDR/BR) – EA: 1. Mai 1984 (Originalhörspiel, Kriminalhörspiel)
- 1984: Hans Nerth: Puppentausch (Signora Angelina) – Regie: Till Bergen (RB) – EA: 21. Juni 1984 (Originalhörspiel)
- 1984: Walter Wippersberg: Schlechte Zeiten für Gespenster (1. Teil: Wenn ein Vampir mit einem Kopfgeist wettet) (Tante Lilofee) – Regie: Walter Wippersberg (RB/RIAS) – EA: 7. Okt. 1984 (Hörspielbearbeitung, Kinderhörspiel)
- 1984: Walter Wippersberg: Schlechte Zeiten für Gespenster (2. Teil: Was ist bloß mit den Menschen los) (Tante Lilofee) – Regie: Walter Wippersberg (RB/RIAS) – EA: 14. Okt. 1984 (Hörspielbearbeitung, Kinderhörspiel)
- 1984: Walter Wippersberg: Schlechte Zeiten für Gespenster (3. Teil: Die allerletzte Chance) (Tante Lilofee) – Regie: Walter Wippersberg (RB/RIAS) – EA: 21. Okt. 1984 (Hörspielbearbeitung, Kinderhörspiel)
- 1984: Sebastian Goy: Ein vermaledeit klebriger Winter auf dem Schlafzimmerbahnhof der Katja Schoheija (2. Bilderbuchmacherin) – Regie: Horst Loebe (RB/RIAS) – EA: 23. Dez. 1984 (Originalhörspiel)
- 1984: Uwe Friesel: Blankenhorn (Frau Loschütz) – Regie: Hans Rosenhauer (NDR) – EA: 20. Jan. 1985 (Originalhörspiel, Kriminalhörspiel)
- 1985: Karin Bellingkrodt, Ingomar von Kieseritzky: Friedliche Automaten (Sprecherin) – Regie: Karin Bellingkrodt, Ingomar von Kieseritzky (NDR) – EA: 9. Mär. 1985 (Originalhörspiel)
- 1985: Wilhelm Hindemith: Medea (Heike) – Regie: Wilhelm Hindemith (RB) – EA: 28. Mai 1985 (Hörspiel)
- 1985: Edwin Ortmann: Alaska: Land unter der Haut (Frau im Chor) – Regie: Hans Gerd Krogmann (NDR/HR) – EA: 1. Juni 1985 (Originalhörspiel)
- 1985: Günter Kunert: Kein Anschluß unter dieser Nummer (Frau Renate) – Regie: Heinz Hostnig (NDR) – EA: 7. Nov. 1985 (Hörspiel)
- 1985: Hannelies Taschau: Die Geburt zu überleben (Frau Bodo) – Regie: Gottfried von Einem (RB) – EA: 12. Nov. 1985 (Hörspiel)
- 1986: Hellmuth Karasek: Die Wachtel (Eine Dame) – Regie: Hans Rosenhauer (NDR) – EA: 2. Jan. 1986 (Hörspiel)
- 1986: Hans Werner Kettenbach: Privatsache (Ilse Wiedmann) – Regie: Werner Klein (WDR) – EA: 5. Apr. 1986 (Hörspiel)
- ?: Hermann Otto: Süchten (Dora) – Regie: Siemen Rühaak (RB/NDR) – EA: 14. Juli 1986 (Originalhörspiel, Mundarthörspiel, niederdeutsch)
- 1986: Johannes Bobrowski: Boehlendorff (Majorin Klingbeil) – Regie: Albrecht Surkau (RB) – EA: 22. Juli 1986 (Hörspielbearbeitung)
- 1986: Gerald Sammet: Ein kurzer Prozess (Hamburger Schauspielerin) – Regie: Albrecht Surkau (RB) – EA: 14. Okt. 1986 (Hörspielbearbeitung)
- 1986: Angelika Stein: Die Frau im Eis (Ingrid) – Regie: Ulrich Gerhardt (SR) – EA: 11. Dez. 1986 (Kurzhörspiel)
- 1986: Angelika Stein: Geburtstag in Paris oder die Macht der Wünsche (Die Frau) – Regie: Ulrich Gerhardt (SR) – EA: 22. Jan. 1987 (Hörspiel)
- 1986: Wolfgang Sieg: Rumpelkist (Rita) – Regie: Hans Helge Ott (NDR/RB) – EA: 2. Feb. 1987 (Originalhörspiel, Mundarthörspiel, niederdeutsch)
- 1987: Michael Batz: Wer liebt, der fällt (Florians Mutter) – Regie: Hans Rosenhauer (NDR) – EA: 18. Mär. 1987 (Originalhörspiel)
- 1986: Paul Biegel: Die Geschichte vom Zwerg Virgilius (2. Teil: Im Raritätenkeller) (Eichhörnchen) – Regie: Charlotte Niemann (NDR) – EA: 22. Mär. 1987 (Hörspielbearbeitung, Kinderhörspiel)
- ?: Hermann Otto: Oprappeln (Ärztin) – Regie: Rolf Nagel (RB) – EA: 18. Mai 1987 (Originalhörspiel, Mundarthörspiel, niederdeutsch)
- 1987: Jost Nickel: Goethes Spieltheorie (Einleitung) – Regie: Horst Loebe (RB) – EA: 27. Mai 1987 (Hörspiel)
- 1987: Jost Nickel: Schöner Flug – Regie: Horst Loebe (RB) – EA: 10. Juni 1987 (Kurzhörspiel)
- 1987: Zvonimir Bajsić: Janus oder Das Programm der Zukunft (Janus Frau) – Regie: Ulrich Gerhardt (SWF/SFB) – EA: 29. Sep. 1987 (Originalhörspiel)
- 1988: Hanns-Peter Karr: Schönes Wetter – Regie: Burkhard Schmid (HR) – EA: 9. Juni 1988 (Kurzhörspiel)
- 1988: Jost Nickel: Rekordversuch (Expertin Frau Hahn) – Regie: Hans Drawe (HR) – EA: Sendedatum nicht bekannt (Hörspiel)
- 1989: Gottfried von Einem, Ulrike Petzold: Ein Leben ohne Stufen (Expertin Frau Hahn) – Regie: Gottfried von Einem (RB) – EA: 22. Mär. 1989 (Kurzhörspiel)
- 1989: Frank Dunne: Der Traum von Dublin Bay (Babs) – Regie: Klaus-Dieter Pittrich (WDR) – EA: 15. Apr. 1989 (Kurzhörspiel)
- 1989: Ray Bradbury: Ein langer Weg nach Hause (Lydia) – Regie: Norbert Schaeffer (NDR/SDR) – EA: 3. Juni 1989 (Kurzhörspiel)
- 1989: Jürgen Geers: Das Tell-Projekt (Kamerafrau) – Regie: Werner Klein (HR/BR) – EA: 28. Dez. 1989 (Hörspiel)
- 1989: Péter Horváth: Hurra (Frau) – Regie: László Bozó (NDR) – EA: 13. Jan. 1990 (Kurzhörspiel)
- 1989: Hermann Moers: Familie Berger in Seenot – Regie: Till Bergen (RB) – EA: 9. Mai 1990 (Kurzhörspiel)
- 1989: Eric Kellermann: Jeder hat sein Päckchen zu tragen (Anna Green) – Regie: Till Bergen (RB) – EA: 7. Juni 1990 (Originalhörspiel, Kriminalhörspiel)
- 1990: David Chotjewitz: Mitten in der Masse (Die Frau) – Regie: Norbert Schaeffer (NDR/HR) – EA: 9. Juni 1990 (Originalhörspiel)
- 1990: Olov Svedelid: Betonrosen und Feuerlilien (Frau) – Regie: Ursula Langrock (RB/NDR) – EA: 18. Juli 1990 (Hörspielbearbeitung, Kinderhörspiel, Kriminalhörspiel)
- 1990: Michael Koser: Der letzte Detektiv (18. Folge: Eurobaby) (Dr. Pretorius) – Regie: Werner Klein (BR) – EA: 11. Okt. 1990 (Originalhörspiel, Kriminalhörspiel, Science-Fiction-Hörspiel)
- 1990: Michael Koser: Der letzte Detektiv (19. Folge: Euromüll) (Mama Macumba) – Regie: Werner Klein (BR) – EA: 18. Okt. 1990 (Originalhörspiel, Kriminalhörspiel, Science-Fiction-Hörspiel)
- 1991: Karl-Heinz Bölling: Der Kochtopf (Frau) – Regie: Heidrun Nass (SR) – EA: 10. Nov. 1991 (Hörspiel)
- 1992: Arnold E. Ott: Claudias Reise (Rita Lattmann) – Regie: Gottfried von Einem (RB) – EA: 26. Mär. 1992 (Originalhörspiel, Kriminalhörspiel)
- 1992: Dieter Philippi: Auf den Flügeln von Adlern – Regie: Burkhard Schmid (RB) – EA: 15. Dez. 1992 (Originalhörspiel)
- 1992: Georges Simenon: Maigrets erste Untersuchung (Erzählerin) – Regie: Till Bergen (RB) – EA: 21. Dez. 1992 (Hörspielbearbeitung, Kriminalhörspiel)
- 1993: György Spiró: Pompfunebrer G.m.b.H. (Frau) – Regie: Manfred Marchfelder (SDR) – EA: 31. Okt. 1993 (Originalhörspiel)
- 1994: Arnold E. Ott: Wenn Hannibal reden könnte (Gabriele Perchtaler) – Regie: Till Bergen (RB) – EA: 28. Mär. 1994 (Originalhörspiel, Kriminalhörspiel)
- 1996: Patricia Görg: Chiffrenliebe – Eine Kaffeekantate (Erzählerin) – Regie: Hans Gerd Krogmann (NDR) – EA: 22. Sep. 1996 (Originalhörspiel)
- 1997: Ingrid Noll: Der Hahn ist tot (Rosemarie Hirte) – Regie: Ulrike Brinkmann (DLR) – EA: 5. Jan. 1998 (Hörspielbearbeitung, Kriminalhörspiel)

## Ehrungen und Auszeichnungen
- 1977: Goldene Kamera (Beste Nebenrolle bei Loriot)
- 1987: Goldene Kamera (3. Platz Beste Comedy für „Evelyn und die Männer“)
- 1993: Bundesverdienstkreuz 1. Klasse
- 1997: Telestar (Beste Darstellerin in einer Serie als Adelheid)
- 1997: Bayerischer Fernsehpreis (Beste Seriendarstellerin als Adelheid)
- 1998: Ehrenkommissarin der Bayerischen Polizei
- 2000: Deutscher Videopreis (gemeinsam mit Loriot)
- 2002: Münchhausen-Preis
- 2017: Einweihung des Evelyn-Hamann-Rings in Stahnsdorf unweit des Vicco-von-Bülow-Gymnasiums.